# Матриця GE / McKinsey
Ма́триця GE / McKinsey — розроблена консультаційною групою Маккінсі спільно з корпорацією Дженерал Електрик і отримала назву «екран бізнесу». Вона включає дев'ять квадрантів і заснована на оцінці довгострокової привабливості галузі та конкурентоспроможності стратегічної одиниці бізнесу.
Формуються показники за факторами привабливість ринку і конкурентоспроможність.
1. Для кожного показника в межах кожного з двох факторів визначають коефіцієнти вагомості.(%)
2. Для кожного показника в межах кожного з двох факторів визначається ранг (від 1 до 5 або від 1 до 10).
3. За кожним показником визначається загальна оцінка шляхом множення коефіцієнта вагомості цього показника на його ранг. Потім оцінки підсумовуються в межах кожного фактора, отримуємо загальну оцінку за фактором.
4. Будуємо поле матриці:
 — на горизонтальній лінії відкладаємо фактор конкурентоспроможності
 — на вертикальній лінії відкладаємо фактор привабливості ринку
5. Поле матриці розділяємо на 9 квадратів, відкладаємо його узагальнюючу оцінку за факторами.
6. Положення кожного СГП показуємо на полі матриці у вигляді кола, діаметр якого відповідає розміру ринку. Заштрихованим сегментом вказуємо ринкову частку нашого підприємства.
7. Для кожного СГП формується маркетингова стратегія.

Стратегія захисту позицій, розвитку, вибіркового розвитку, збору урожаю, елімінації.
Три квадранта в верхній лівій частині матриці є найбільш багатообіцяючими з точки зору майбутніх доходів від інвестицій. Необхідно працювати на цих ринках і інвестувати в зростання цих бізнес-одиниць. Вони зазвичай позначаються зеленим кольором.
1. Збереження та зміцнення позиції на ринку (Grow / Penetrate): Ці бізнес-одиниці повинні бути головним об'єктом інвестицій, вони сильні і працюють на привабливих ринках — тому вони обов'язково повинні приносити високий дохід з інвестицій. Рекомендації: збереження лідерства на цьому ринку;
інвестування для забезпечення зростання з максимально можливою швидкістю.
2. Інвестування в зростання (Invest for Growth): Ці бізнес-одиниці працюють на дуже привабливих ринках, але сила цих бізнесів зараз невелика. Вони повинні бути об'єктом інвестування для посилення їх позицій на ринку. Рекомендації: концентрація зусиль з підтримки і посилення сильних сторін і конкурентних переваг;
виявлення та усунення слабких сторін.
3. Вибірковий збір врожаю або інвестування (Selective Harvest or Investment): Ці бізнес-одиниці мають хорошу силу, але ринок уже втрачає свою привабливість. Рекомендації: пошук зростаючих сегментів; інвестування у зростання на цих сегментах, щоб рости швидше від ринку; посилювати своє лідерство на ринку.
Три діагональні квадранта (зліва-направо і знизу-вверх) мають середню привабливість. Інвестування в ці бізнеси повинно бути, але воно повинно бути обережним і вибірковим. Головна стратегія для цих видів бізнесу — витягати максимальний дохід вже зараз. Ці квадранти зазвичай позначаються жовтим кольором.
4. Вибіркове інвестування або вихід з ринку (Selective Investment / Divestment): Ці бізнеси працюють на дуже привабливих ринках, але їх сила на ринку невелика. Інвестування має бути націлена на посилення їх конкурентних переваг. Якщо ці бізнес-одиниці можуть поліпшити своє становище на ринку, то вони повинні бути об'єктом інвестування. Інакше — необхідно готуватися до відходу з цього ринку. Рекомендації: пошук ніш; вузька спеціалізація; розглядати пропозиції про продаж цього бізнесу.
5. Стратегія сегментування і вибіркове інвестування (Segment & Selective Investment): Ці бізнес-одиниці є середнячками на середніх ринках. Вони можуть поліпшити свої результати лише за рахунок грамотної стратегії диференціації (див. конкурентні стратегії за М. Портером) — створюючи і розвиваючи прибуткові сегменти, а також створюючи бар'єри для виходу конкурентів на ці сегменти. Рекомендації: пошук зростаючих сегментів; спеціалізація і диференціація; вибіркове інвестування.
6. Стратегія «збору врожаю» (Harvest for Cash Generation): Сильний бізнес на відмираючому ринку. Необхідно акцентуватися на максимальному підвищенні поточної прибутковості цього бізнесу, тому що можливостей зростання для цього бізнесу більше немає. Можливо обмежене інвестування в підтримку короткострокової конкурентоспроможності бізнесу, але довгострокове інвестування небажано. Необхідно уважно спостерігати за конкурентами, що намагаються пожвавити цей ринок.
Рекомендації: зберігати лідируючі позиції; максимізувати поточний прибуток;
інвестувати тільки в підтримку конкурентоспроможності.
Три квадранта справа внизу найменш привабливі, для цих бізнесів необхідно вичавлювати максимум доходів зараз і утримуватися від інвестицій. Можлива навіть продаж або ліквідація цих бізнес-одиниць. Вони зазвичай виділяються червоним кольором.
7. Контрольований догляд або згортання інвестицій (Controlled Exit or Disinvestment): Слабкі бізнеси на середніх ринках. Спроба збільшити їх конкурентоспроможність і частку ринку може бути занадто дорогою і не окупитися на такому ринку. Інвестиції в цей бізнес мають бути вкрай обережними.
Рекомендації: спеціалізація; пошук вузьких ніш; планований відхід з цього ринку.
8. Збір врожаю при постійному контролі (Controlled Harvest): У такому положенні організації доцільно сконцентрувати зусилля на зниженні ризику і захисту свого бізнесу в найприбутковіших сегментах.
Рекомендації: захисту позицій на найприбутковіших сегментах;
мінімізації інвестицій; планований відхід з цього ринку.
9. Швидкий відхід з ринку або атака конкурентів (Rapid Exit or Attack).
Ці бізнес-одиниці є першими кандидатами на закриття. Єдина і набагато більш важко реалізована альтернатива згортання цих бізнесів — використовувати їх для атаки на «дійних корів» конкурентів, щоб знизити їх прибутковість.
вчасно розпродати товари за вигідною ціною; шукати можливість атаки на конкурентів; мінімізувати постійні витрати, уникаючи інвестування.